# تردد شديد الارتفاع

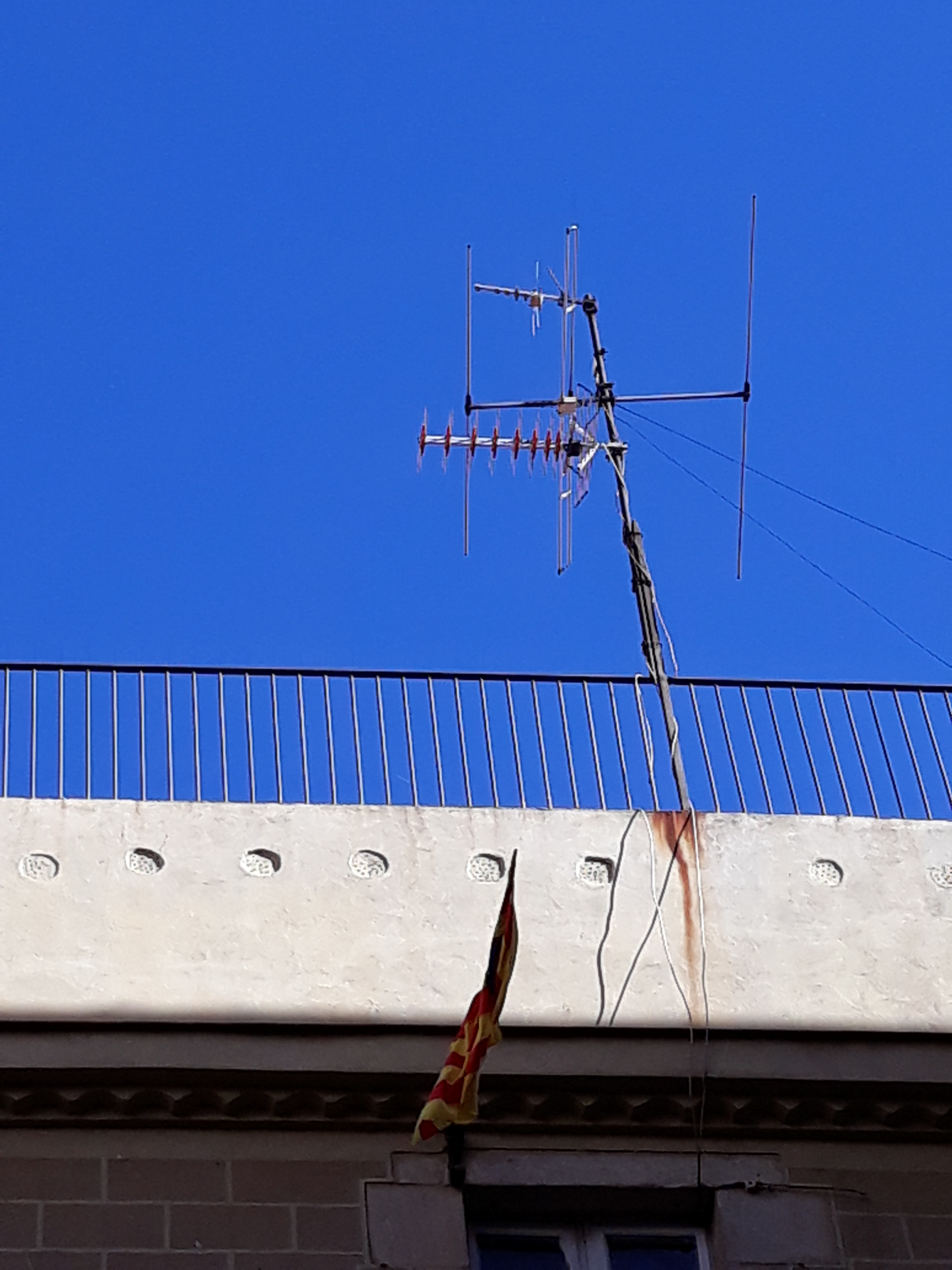

التردد شديد الارتفاع (بالإنجليزية: Very High Frequency VHF)‏ اختصاراً VHF، هو تسمية الاتحاد الدولي للاتصالات لمدى الموجات الكهرطيسية للترددات الراديوية (موجات الراديو) من 30 إلى 300 ميغا هرتز، مع أطوال موجية مقابلة من عشرة أمتار إلى متر واحد. يُشار إلى الترددات التي تقل مباشرة عن الموجات المترية على التردد العالي، وتُعرف الترددات الأعلى التالية بالتردد العالي الفائق.
الاستخدامات الشائعة لموجات الراديو في نطاق التردد العالي جدًا هي البث الصوتي الرقمي والبث الإذاعي، والبث التلفزيوني، وأنظمة الراديو المتنقلة الأرضية ثنائية الاتجاه (الطوارئ، والأعمال التجارية، والاستخدام الخاص، والعسكري)، واتصالات البيانات طويلة المدى حتى عدة عشرات من الكيلومترات مع أجهزة المودم الراديوية وراديو الهواة والاتصالات البحرية. تعمل أنظمة اتصالات التحكم في الحركة الجوية والملاحة الجوية (مثل نطاق متعدد الاتجاهات عالي التردد وجهاز الهبوط اللي) على مسافات تصل إلى 100 كيلومتر (62 ميل) أو أكثر للطائرات على ارتفاعات عالية.
في الأمريكتين وأجزاء أخرى كثيرة من العالم، اُستخدِم التردد العالي جدًا النطاق الأول لبث التلفزيون التناظري. كجزء من التحول العالمي إلى التلفزيون الرقمي الأرضي، تطلب معظم البلدان من المحطات بث التلفزيون في نطاق التردد العالي جدًا باستخدام التنسيق الرقمي بدلاً من التنسيق التناظري.

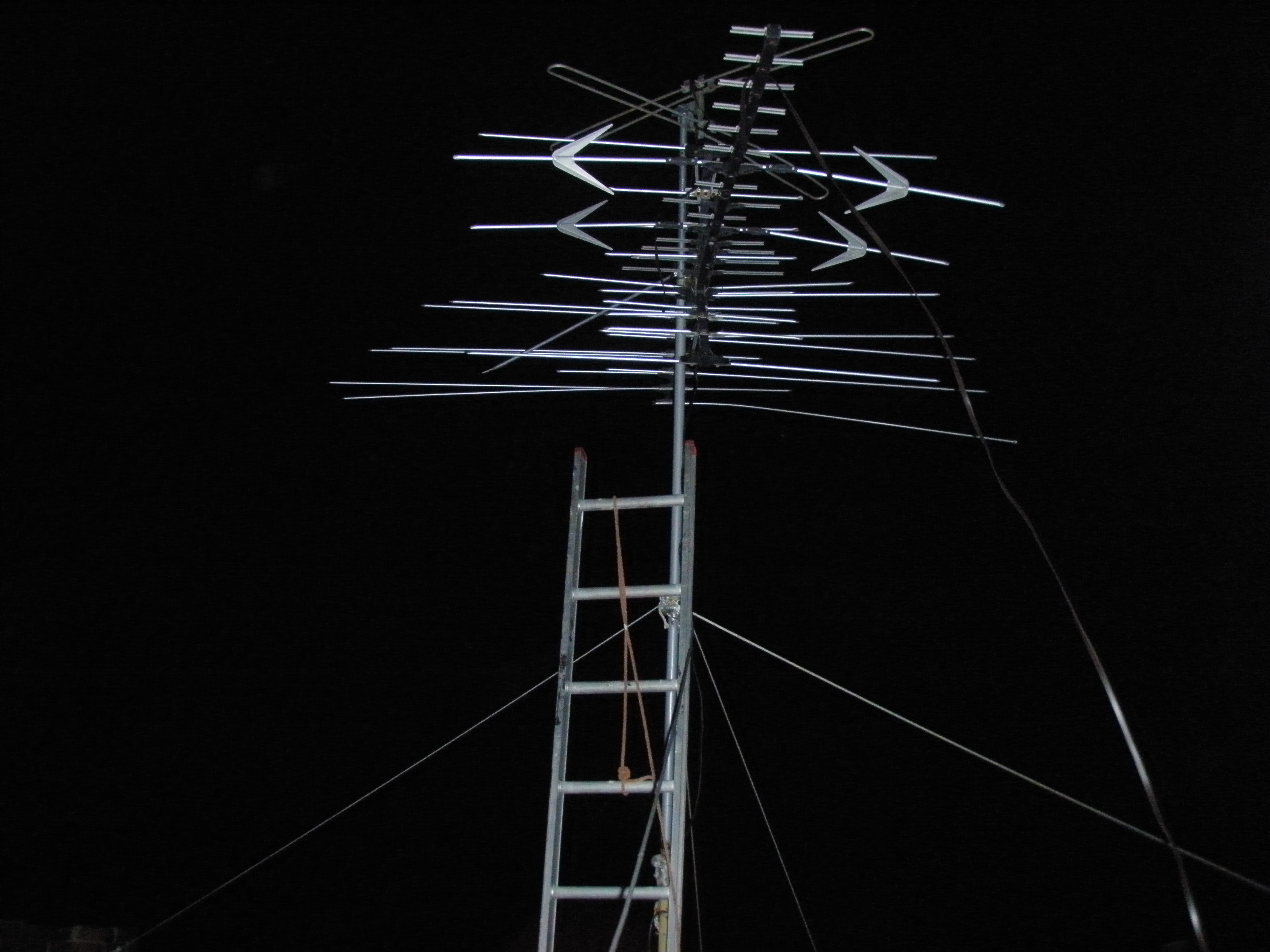

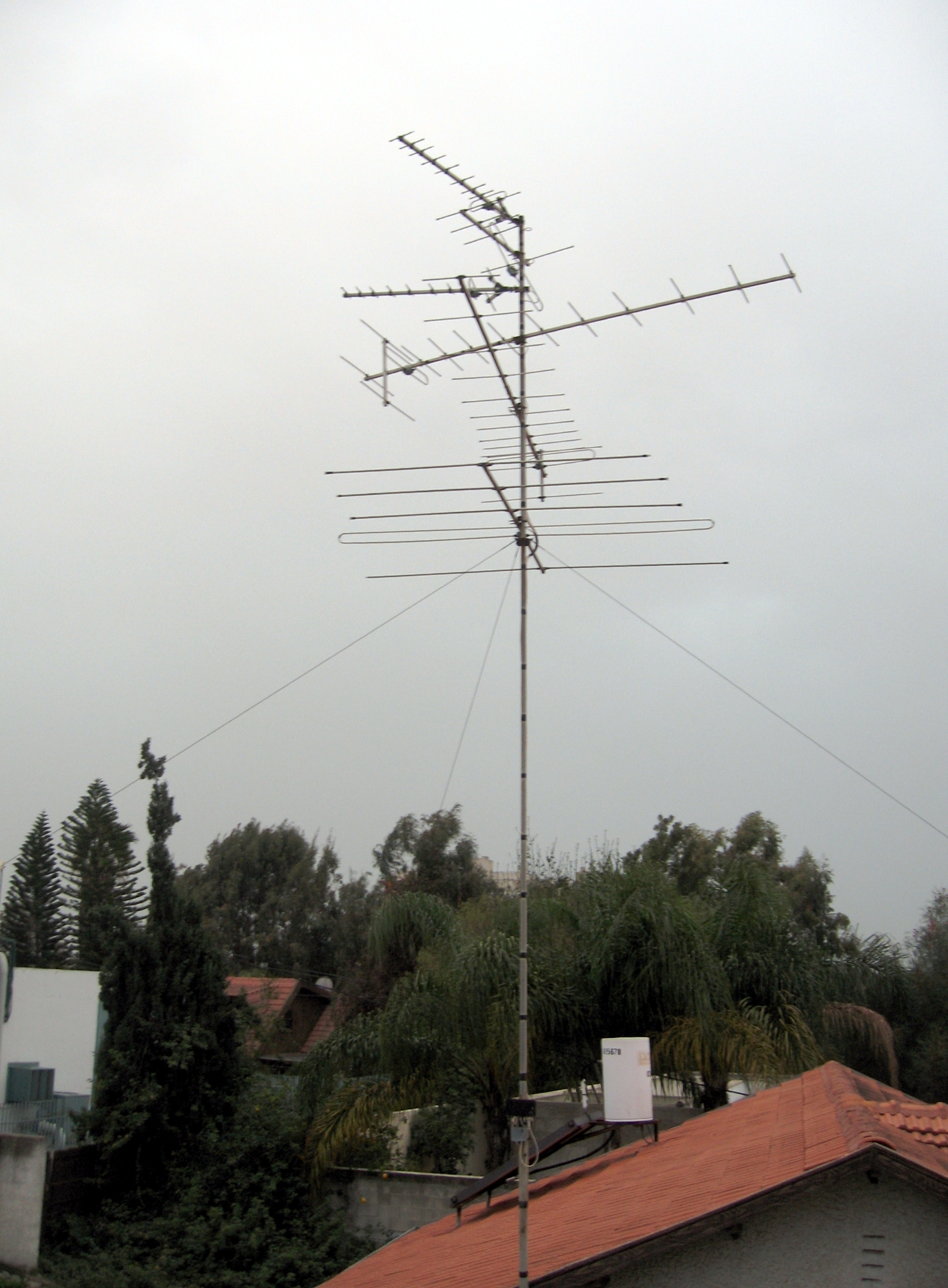
هوائيات تلفزيون التردد العالي جدًا المستخدمة في استقبال البث التلفزيوني. هذه الهوائيات الستة هي نوع معروف باسم هوائي ياغي، والذي يستخدم على نطاق واسع في التردد العالي جدًا

## خصائص الانتشار
تنتشر الموجات الراديوية في نطاق الموجات المترية (التردد العالي جدًا) بشكل رئيسي عن طريق خط الرؤية ومسارات الارتداد الأرضي، على عكس نطاق التردد العال، هناك
بعض الانعكاس فقط عند الترددات المنخفضة من الأيونوسفير (انتشار الموجات الأيونوسفيرية). إنها لا تتبع محيط الأرض مثل الموجات الأرضية وبالتالي تحجبها التلال والجبال، على الرغم من أنها تنكسر (عازمة) بشكل ضعيف بسبب الغلاف الجوي، فيمكنها السفر إلى حد ما خارج الأفق البصري إلى حوالي 160 كم (100 ميل). يمكن أن تخترق جدران المبنى ويتم استقبالها في الداخل، على الرغم من أن الانعكاسات من المباني في المناطق الحضرية تسبب انتشارًا متعدد المسارات، مما قد يتداخل مع استقبال التلفزيون. ضوضاء الراديو الجوي والتداخل (التداخل الكهرطيسي) من المعدات الكهربائية أقل مشكلة في هذا النطاق وفي نطاقات التردد الأعلى منه في الترددات المنخفضة. نطاق التردد العالي جدًا هو النطاق الأول الذي تكون فيه هوائيات الإرسال الفعالة صغيرة بما يكفي بحيث يمكن تركيبها على المركبات والأجهزة المحمولة، لذلك يتم استخدام النطاق لأنظمة الراديو المتنقلة الأرضية ثنائية الاتجاه، مثل أجهزة الاتصال اللاسلكي، والراديو ثنائي الاتجاه الاتصال بالطائرات (إيرباند) والسفن (الراديو البحري). من حين لآخر، عندما تكون الظروف مناسبة، يمكن لموجات التردد العالي جدًا أن تسافر مسافات طويلة عن طريق مجرى التروبوسفير بسبب الانكسار بواسطة تدرجات درجة الحرارة في الغلاف الجوي.

## حساب خط البصر
بالنسبة إلى التلفزيون التناظري، فإن نطاق إرسال التردد العالي جدًا هو دالة لقدرة المرسل وحساسية المستقبل والمسافة إلى الأفق، حيث تنتشر إشارات التردد العالي جدًا في ظل الظروف العادية كظاهرة قريبة من خط البصر. تمتد المسافة إلى الأفق الراديوي قليلاً فوق خط الرؤية الهندسي إلى الأفق، حيث تنحني موجات الراديو بشكل ضعيف باتجاه الأرض بواسطة الغلاف الجوي.
التقريب لحساب مسافة أفق خط البصر (على الأرض) هو:
- المسافة بالأميال البحرية = {\displaystyle 1.23\times {\sqrt {A_{f}}}} أين {\displaystyle A_{f}} هو ارتفاع الهوائي بالقدم.[بحاجة لمصدر]
- المسافة بالكيلومترات = {\displaystyle {\sqrt {12.746\times A_{m}}}} أين {\displaystyle A_{m}} هو ارتفاع الهوائي بالأمتار.[بحاجة لمصدر]

هذه التقريبات صالحة فقط للهوائيات على ارتفاعات صغيرة مقارنة بنصف قطر الأرض. قد لا تكون دقيقة بالضرورة في المناطق الجبلية، حيث قد لا تكون المناظر الطبيعية شفافة بما يكفي لموجات الراديو.

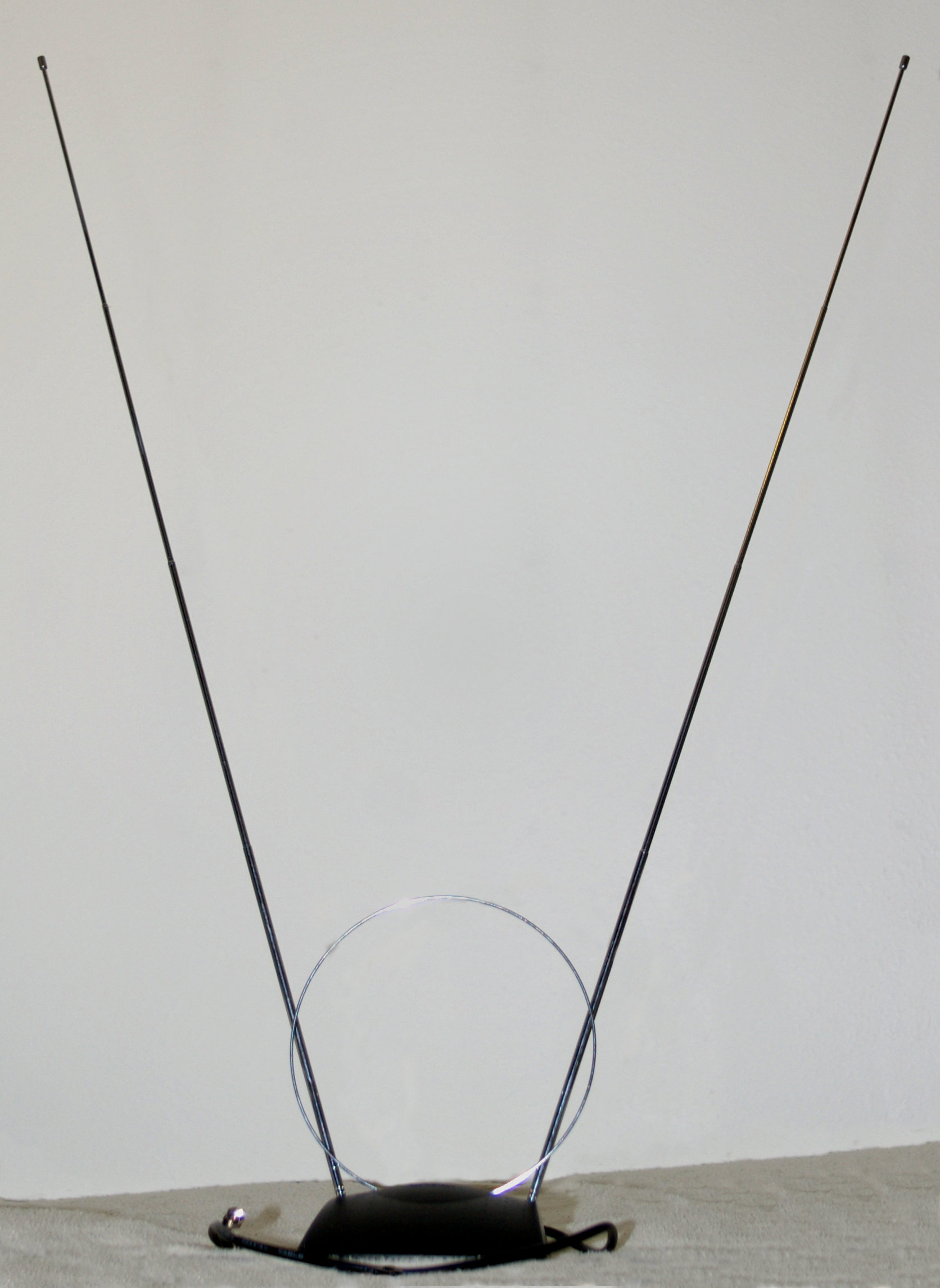
هوائي تلفزيون "آذان الأرانب" التردد العالي جدًا (الحلقة الصغيرة هي هوائي تردد فوق العالي منفصل).

في أنظمة الاتصالات المهندسة، هناك حاجة إلى حسابات أكثر تعقيدًا لتقييم منطقة التغطية المحتملة لمحطة إرسال مقترحة.[بحاجة لمصدر]
دقة هذه الحسابات لإشارات التلفزيون الرقمي قيد المناقشة.

## الهوائيات
التردد العالي جدًا هو النطاق الأول الذي تكون فيه الأطوال الموجية صغيرة بما يكفي بحيث تكون هوائيات الإرسال الفعالة قصيرة بما يكفي لتركيبها على المركبات والأجهزة
المحمولة، ويبلغ طول هوائي ربع الموجة السوطي عند ترددات العالية جدًا من 25 سم إلى 2.5 متر (10 بوصات إلى 8 أقدام). لذلك تُستخدم أطوال الموجات التردد العالي جدًا والتردد فوق العالي لأجهزة الراديو ثنائية الاتجاه في المركبات والطائرات وأجهزة الإرسال والاستقبال المحمولة وأجهزة الاتصال اللاسلكي. عادةً ما تستخدم أجهزة الراديو المحمولة السياط أو الهوائيات المطاطية العميقة، بينما تستخدم المحطات الأساسية عادةً سياطًا أكبر من الألياف الزجاجية أو صفائف خطية من ثنائيات الأقطاب الرأسية.
بالنسبة للهوائيات الاتجاهية، فإن هوائي ياغي هو الأكثر استخدامًا كهوائي عالي الكسب أو هوائي «شعاع». بالنسبة لاستقبال

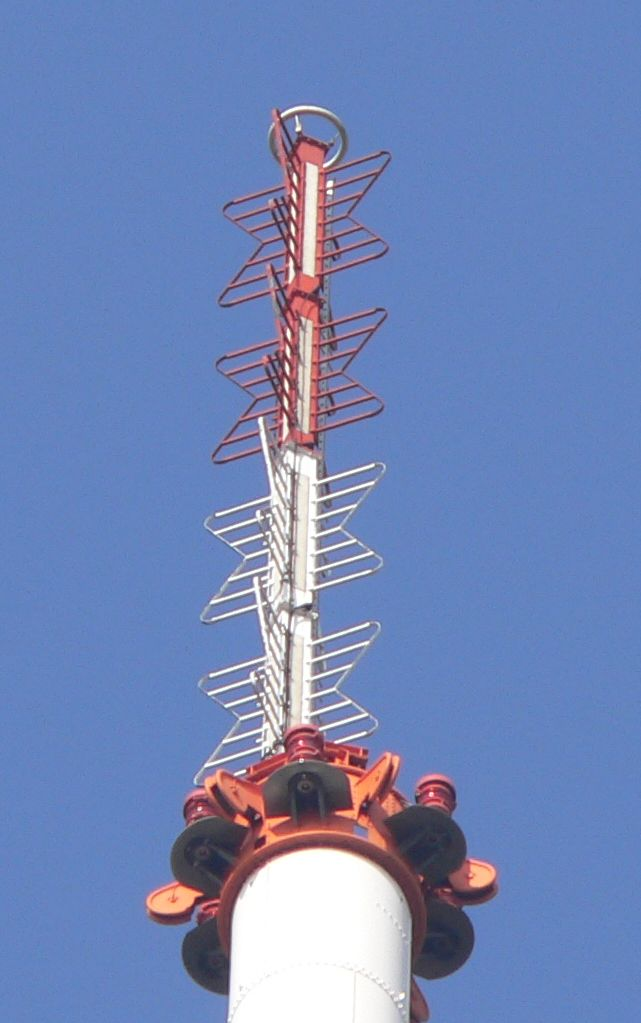
هوائي البث التلفزيوني التردد العالي جدًا. هذا نوع شائع يسمى الهوائي الدوار أو هوائي الخفاش.

التلفزيون، يتم استخدام ياغي، وكذلك الهوائي اللوغاريتمي الدوري نظرًا لعرض النطاق الترددي الأوسع. تستخدم الهوائيات الحلزونية والبوابة الدوارة للاتصالات الساتلية لأنها تستخدم الاستقطاب الدائري. لتحقيق مكاسب أعلى، يمكن تركيب عدة ياغي أو حلزونية معًا لصنع هوائيات صفيف. يمكن استخدام المصفوفات الخطية الرأسية لثنائيات الأقطاب لإنتاج هوائيات متعددة الاتجاهات عالية الكسب، حيث يتم إشعاع قدر أكبر من قدرة الهوائي في اتجاهات أفقية. تستخدم محطات البث التليفزيوني
وإذاعة إف إم مصفوفات خطية متداخلة من هوائيات ثنائية القطب المتخصصة مثل هوائيات الخفاش.

## الاستخدام الشامل
بعض الأجزاء الفرعية من نطاق الترددات المترية (التردد العالي جدًا) لها نفس الاستخدام حول العالم. بعض الاستخدامات الوطنية مفصلة أدناه.
- 50-54 ميغاهرتز: نطاق راديو الهواة 6 أمتار.
- 108-118 ميجاهرتز: منارات الملاحة الجوية نطاق متعدد الاتجاهات عالي التردد وأداة تحديد موقع نظام الهبوط.
- 118-137 ميجا هرتز: النطاق الجوي للتحكم في الحركة الجوية، تضمين المطال، 121.5 ميجا هرتز هو تردد الطوارئ.
- 144-146 ميجاهرتز: نطاق راديو الهواة بطول 2 متر (يمتد حتى 148 ميجا هرتز في بعض المناطق).

## حسب البلد

خطة توضح استخدام الموجات المترية (التردد العالي جدًا) في التلفزيون وإذاعة إف إم وراديو الهواة والإذاعة البحرية والطيران.

### أستراليا
تم تخصيص قنوات التردد العالي جدًا التلفاز في أستراليا في الأصل من 1 إلى 10 - مع القنوات 2 و7 و9 المخصصة للخدمات الأولية في سيدني وملبورن، وبعد ذلك تم تخصيص القنوات نفسها في بريسبان وأديلايد وبيرث. استخدمت العواصم والمناطق الإقليمية الأخرى مزيجًا من هذه الترددات وغيرها حسب توفرها. تم تخصيص القنوات التجارية الأولية في هوبارت وداروين على التوالي القنوات 6 و8 بدلاً من 7 أو 9.
بحلول أوائل الستينيات، أصبح من الواضح أن القنوات العشر ذات التردد العالي جداً لم تكن كافية لدعم نمو الخدمات التلفزيونية. تم تصحيح ذلك بإضافة ثلاث قنوات ترددات إضافية 0 و5 أ و 11. تتطلب أجهزة التلفزيون القديمة التي تستخدم موالفات الاتصال الدوارة تعديلًا لاستقبال هذه القنوات الجديدة. لم تكن معظم أجهزة التلفاز في ذلك العصر مجهزة لاستقبال هذا البث، وبالتالي تم تعديلها على نفقة المالكين لتتمكن من ضبط هذه النطاقات، وإلا كان على المالك شراء جهاز تلفزيون جديد.
تم تخصيص العديد من محطات التلفزيون لقنوات التردد العالي جدًا 3 و4 و5، والتي كانت ضمن نطاقات إذاعة إف إم على الرغم من عدم استخدامها لهذا الغرض بعد. من الأمثلة البارزة تلفزيون NBN نيوكاسل وWIN-4 ولونغونغ وهيئة البث الأسترالية نيوكاسلعلى القناة 5. بينما تم نقل بعض محطات القناة 5 إلى 5A في السبعينيات والثمانينيات، بدءًا من التسعينيات، بدأت هيئة الإذاعة الأسترالية عملية لنقل هذه المحطات إلى نطاقات التردد فوق العالي لتحرير طيف التردد العالي جداً ذي قيمة لغرضها الأصلي وهو إذاعة إف إم. بالإضافة إلى ذلك، بحلول عام 1985، قررت الحكومة الفيدرالية أن يتم بث محطات تلفزيونية جديدة على فرقة التردد فوق العالي.
منذ ذلك الحين، تم توفير جهازين جديدين التردد العالي جدًا و9A و12 ويتم استخدامهما بشكل أساسي للخدمات الرقمية (مثل هيئة البث الأسترالية في العواصم) ولكن أيضًا لبعض الخدمات التناظرية الجديدة في المناطق الإقليمية. نظرًا لعدم استخدام القناة 9A للخدمات التلفزيونية في سيدني أو ملبورن أو بريسبان أو أديلايد أو بيرث أو بالقرب منها، يتم بث الراديو الرقمي في تلك المدن على كتل ترددات DAB 9A و9B و9C.
يستخدم راديو التردد العالي جدًا أيضًا للراديو البحري وفقًا لإمكانية الوصول لمسافات طويلة بمقارنة ترددات فوق العالية.
مثال على تخصيص الترددات العالية جدًا – التردد فوق العالي:
- 60: 84-86 ميجا هرتز.
- المحمول البحري الثابت: 130-135.7 ميجا هرتز.
- الملاحة الراديوية الثابتة للطيران: 160–190 ميجاهرتز.
- إذاعة الملاحة الراديوية للطيران: 255 - 283.5 ميغاهيرتز.
- الملاحة الراديوية للطيران أستراليا 49 / الملاحة الراديوية البحرية (الراديوهات) 73: 315-325 ميجا هرتز.

### نيوزيلاندا
- 44-51، 54-68 ميجاهرتز: الفرقة الأولى للتلفزيون (القنوات 1-3).
- 87.5–108 ميجا هرتز: راديو النطاق الثاني.
- 174-230 ميجاهرتز: الفرقة الثالثة للتلفزيون (القنوات 4-11).

حتى عام 2013، استخدمت المحطات التلفزيونية المجانية الأربع الرئيسية في نيوزيلندا نطاقات التردد العالي جدًا التلفاز (النطاق الأول والنطاق الثالث) للإرسال إلى المنازل في نيوزيلندا. تم إجبار المحطات الأخرى، بما في ذلك مجموعة متنوعة من محطات الدفع والمحطات الإقليمية المجانية، على البث في نطاق التردد العالي جدًا، نظرًا لأن نطاق التردد العالي جدًا كان محملاً للغاية بأربع محطات تشترك في نطاق تردد صغير جدًا، والذي كان مكتظًا للغاية أو أكثر من القنوات لن تكون متاحة في بعض المدن الصغيرة.
ومع ذلك، في نهاية عام 2013، توقفت جميع القنوات التلفزيونية عن البث على نطاقات التردد العالي جدًا، حيث انتقلت نيوزيلندا إلى البث التلفزيوني الرقمي، مما يتطلب من جميع المحطات إما البث على التردد فوق العالي أو القمر الصناعي (حيث كان التردد فوق العالي غير متاح) باستخدام خدمة فري فيو.

### المملكة المتحدة
استخدم التلفزيون البريطاني في الأصل فرقة التردد العالي جدًا الأولى والفرقة الثالثة. كان التلفزيون على التردد العالي جدًا باللونين الأسود والأبيض بتنسيق 405 خطوطًا (على الرغم من وجود تجارب مع جميع أنظمة الألوان الثلاثة - لجنة نظام التلفزيون الوطني وخط تبديل الطور ولون الذاكرة التسلسلي - التي تم تكييفها مع نظام 405 خطًا في أواخر الخمسينيات وأوائل الستينيات).
تم بث التلفزيون الملون البريطاني على التردد فوق العالي (القنوات 21-69)، ابتداءً من أواخر الستينيات. منذ ذلك الحين، تم بث التلفزيون على كل من التردد العالي جدًا والتردد فوق العالي (التردد العالي جدًا هو تحويل أحادي اللون من إشارة اللون 625 سطرًا)، باستثناء بي بي سي تو (الذي كان يبث دائمًا على التردد فوق العالي فقط). أغلقت آخر أجهزة الإرسال التلفزيونية البريطانية التردد العالي جدًا في 3 يناير 1985. يُستخدم نطاق التردد العالي جدًا النطاق الثالث الآن في المملكة المتحدة للبث الصوتي الرقمي، ويستخدم النطاق التردد العالي جدًا النطاق الثاني لإذاعة إف إم كما هو الحال في معظم أنحاء العالم.
بشكل غير عادي، تمتلك المملكة المتحدة تخصيصًا لاسلكيًا للهواة على 4 أمتار، 70-70.5 ميغاهرتز.

### الولايات المتحدة وكندا
يتم تنسيق تخصيصات التردد بين المستخدمين الأمريكيين والكنديين عن كثب نظرًا لأن الكثير من السكان الكنديين يقعون داخل نطاق راديو التردد العالي جدًا على حدود الولايات المتحدة. بعض الترددات المنفصلة محجوزة لعلم الفلك الراديوي. الخدمات العامة في نطاق التردد العالي جدًا هي:
- 30-49.6 ميجاهرتز: اتصال أرضي متنقل ثنائي الاتجاه مع نطاقات فرعية متنوعة.[a]
- 30-88 ميجا هرتز: عسكري التردد العالي جدًا إف إم، بما في ذلك نظام راديو أرضي وجوي أحادي القناة.
- 43-50 ميجاهرتز: هواتف لاسلكية وأجهزة اتصال لاسلكي إف إم 49 ميجاهرتز وألعاب يتم التحكم فيها عن طريق الراديو واتصالات محمولة ثنائية الاتجاه مختلطة. يعمل نطاق البث إف إم هنا في الأصل (42-50 ميجا هرتز) قبل أن يتم نقله إلى 88-108 ميجا هرتز.
- 50–54 ميغاهرتز: نطاق راديو الهواة 6 أمتار.
  - 50.800-51 ميغاهرتز: طائرة يتم التحكم فيها عن طريق الراديو (على عشرة ترددات ثابتة عند تباعد 20 كيلو هرتز) مع ترخيص خدمة ترخيص هواة الراديو في الولايات المتحدة، يتم نقلها بموجب الجزء 97 من ترخيص هواة الراديو في الولايات المتحدة، القاعدة 97.215.[10]
- 54-72 و 76-88 ميجا هرتز القنوات التلفزيونية 2-6 (التردد العالي جدًا -Lo)، والمعروفة باسم «النطاق الأول» دوليًا، ستظهر بعض محطات التلفزة الرقمية هنا.
- 72-76 ميجاهرتز: نماذج يتم التحكم فيها لاسلكيًا وجهاز تحكم عن بعد صناعي وأجهزة أخرى. تعمل الطائرات النموذجية على 72 ميجا هرتز بينما تعمل النماذج السطحية على 75 ميجا هرتز في الولايات المتحدة وكندا، ومنارات الملاحة الجوية 74.8-75.2 ميجا هرتز.
- 87.5-108 ميجا هرتز: البث الإذاعي إف إم (87.9 - 91.9 غير تجاري، 92-108 تجاري في الولايات المتحدة) (المعروف باسم «النطاق الثاني» دوليًا).
- 108-118 ميجا هرتز: منارات الملاحة الجوية نطاق متعدد الاتجاهات عالي التردد.
- 118-137 ميجا هرتز: النطاق الجوي للتحكم في الحركة الجوية، تضمين المطال، 121.5 ميجا هرتز هو تردد للطوارئ.
- 137 - 138 ميغا هيرتز أبحاث الفضاء، العمليات الفضائية، ساتل الأرصاد الجوية.[11]
- 138-144 ميجاهرتز: الخدمات الأرضية المتنقلة والخدمات المدنية المساعدة والأقمار الصناعية والبحوث الفضائية وخدمات متنوعة أخرى.
- 144–148 ميجا هرتز: نطاق راديو الهواة بطول 2 متر.
- 148-150 ميغا هرتز: متنقلة أرضية، ثابتة، ساتلية.
- 150-156 ميجا هرتز: «نطاق أعمال التردد العالي جدًا»، والسلامة العامة، وخدمة الراديو متعددة الاستخدامات غير المرخصة، وغيرها من الأجهزة المتنقلة الأرضية ثنائية الاتجاه، إف إم.
- 156-158 ميغاهرتز التردد العالي جدًا راديو البحرية، 156.8 ميغاهيرتز (القناة 16) هي حالة الطوارئ البحرية وتردد الاتصال.
- 159.81-161.565 ميغاهيرتز خطوط السكك الحديدية[b] 159.81-160.2 هي خطوط سكك حديدية في كندا فقط وتستخدمها شركات النقل بالشاحنات في الولايات المتحدة.
- 160.6–162 ميكروفون لاسلكي وجهاز الالتقاط عن بعد للبث التلفزيوني / إف إم.
- 162.4–162.55: محطات الطقس راديو الطقس، إف إم ضيق النطاق، محطات ويساديو كندا.
- 174-216 ميجا هرتز القنوات التلفزيونية 7-13 (التردد العالي جدًا-Hi)، والمعروفة باسم «النطاق الثالث» دوليًا. بدأ عدد من قنوات التلفزة الرقمية البث هنا، وخاصة العديد من المحطات التي تم تخصيصها لهذه القنوات للتشغيل التناظري السابق.
- 174-216 ميجاهرتز: ميكروفونات لاسلكية احترافية (طاقة منخفضة، ترددات دقيقة معينة فقط).
- 216 - 222 ميغا هرتز: متنقلة برية، ثابتة، متنقلة بحرية.[11]
- 222-225 ميجا هرتز: 1.25 متر (الولايات المتحدة) (كندا 219-220، 222-225 ميجا هرتز) راديو الهواة.
- 225 ميجاهرتز وما فوق (تردد فوق العالي): راديو الطائرات العسكرية، 243 ميجاهرتز هو تردد طوارئ (225-400 ميجاهرتز) AM ، بما في ذلك هاف كويك وdGPS RTCM-104.

يستخدم التلفزيون الكبلي، على الرغم من عدم نقله من الجو، طيفًا من الترددات المتداخلة على الموجات المترية.

#### تلفزيون التردد العالي جدًا
خصصت لجنة الاتصالات الفيدرالية الأمريكية البث التلفزيوني لقائمة قنوات منذ عام 1938 مع 19 قناة. تغير ذلك ثلاث مرات أخرى: في عام 1940 عندما تم حذف القناة 19 وغيّرت عدة قنوات تردداتها، ثم في عام 1946 مع انتقال التلفزيون من 18 قناة إلى 13 قناة، ومرة أخرى بترددات مختلفة، وأخيراً في عام 1948 مع إزالة القناة الأولى (القنوات التناظرية) 2-13 تبقى كما كانت، حتى على تلفزيون الكابل).

#### 87.5-87.9 ميجا هرتز
87.5 - 87.9 ميجاهرتز هو تردد راديو يستخدم في معظم أنحاء العالم لبث إف إم. ومع ذلك، في أمريكا الشمالية، يتم تخصيص عرض النطاق هذا للقناة التلفزيونية 6 التردد العالي جدًا (82-88 ميجا هرتز). يتم بث الصوت التناظري للقناة 6 التلفزيونية بتردد 87.75 ميجاهرتز (قابل للتعديل حتى 87.74). عملت العديد من المحطات، وأبرزها تلك التي انضمت إلى امتياز نبض 87، على هذا التردد كمحطات إذاعية، على الرغم من أنها تستخدم تراخيص التلفزيون. نتيجة لذلك، يمكن لأجهزة استقبال راديو إف إم مثل تلك الموجودة في السيارات المصممة لضبط نطاق التردد هذا استقبال الصوت لبرمجة الوضع التناظري على القناة التلفزيونية المحلية 6 أثناء وجودها في أمريكا الشمالية.
قناة البث إف إم عند 87.9 ميجاهرتز عادة ما تكون محظورة على البث الصوتي إف إم، وهي محجوزة لمحطات الفئة D التي تم إزاحتها والتي ليس لها ترددات أخرى في النطاق الفرعي العادي 88.1-107.9 ميجاهرتز للانتقال إليه. حتى الآن، تم تأهيل محطتين فقط للعمل على 87.9 ميجاهرتز: 10-وات KSFH في ماونتن فيو، كاليفورنيا والمترجم 34-وات K200AA في صن فالي، نيفادا.

## عملية غير مرخصة
في بعض البلدان، لا سيما الولايات المتحدة وكندا، تتوفر عملية محدودة بدون ترخيص للطاقة المنخفضة في نطاق البث إف إم لأغراض مثل البث الصغير وإرسال الإخراج من مشغل الأقراص المضغوطة أو مشغلات الوسائط الرقمية إلى أجهزة الراديو بدون مقابس مساعدة، على الرغم من أن هذا غير قانوني في بعض البلدان الأخرى.